# Rayachoti
Rayachoti ou Rachaveedu, Rayachoty, Rajaveedu, est une ville du district d'Annamayya dans l'État d'Andhra Pradesh en Inde. 
Selon le recensement de l'Inde de 2011, la localité compte une population de 91 234 habitants.
Rayachoti est le chef-lieu du district d'Annamayya.